# Takaaki Ishibashi

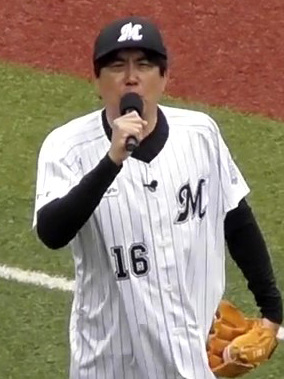

Takaaki Ishibashi (石橋貴明 Ishibashi Takaaki), född 22 oktober 1961. Japansk komiker och skådespelare, utgör tillsammans med Noritake Kinashi komediduon "Tunnels". Programledare för bland annat Utaban och Tunnels no minasan no okage deshita. Har även haft en mindre roll i en Hollywood-film, Major League: Back to the Minors (1998).